# Alex of Venice
Alex of Venice – amerykański film fabularny z 2014 roku, wyreżyserowany przez aktora Chrisa Messinę. Debiut reżyserski Messiny. W filmie w rolach głównych wystąpili Mary Elizabeth Winstead, Don Johnson, Derek Luke, Messina oraz Skylar Gaertner. Fabuła skupia się na losach pracoholiczki Alex (Winstead), która zostaje porzucona przez męża i musi odnaleźć się pośród chaosu codzienności. Obraz miał swoją premierę podczas Tribeca Film Festival 18 kwietnia 2014. Rok później, 17 kwietnia 2015, nastąpiła komercyjna premiera projektu. Film zebrał pozytywne recenzje krytyków, będąc chwalonym przede wszystkim za rolę głównej aktorki.

## Obsada
- Mary Elizabeth Winstead − Alex
- Don Johnson − Roger
- Chris Messina − George
- Derek Luke − Frank
- Julianna Guill − Anya
- Katie Nehra − Lily
- Skylar Gaertner − Dakota
- Matthew Del Negro − Jamie
- Timm Sharp − Josh
- Jennifer Jason Leigh − Maureen, szefowa Alex

## Produkcja
Film kręcono w tytułowym Venice, dzielnicy Los Angeles. Messina przyznał, że za źródło inspiracji podczas realizowania projektu służyli mu reżyserzy Woody Allen i Sam Mendes. Dodał też, że filmy Sprawa Kramerów (1979) i Hannah i jej siostry (1986) oraz twórczość John Cassavetesa stanowiły "wzór dla cichego naturalizmu dzieła".

## Nagrody i wyróżnienia
- 2014, Seattle International Film Festival:
  - nominacja do nagrody New American Cinema (wyróżniony: Chris Messina)[5]